# Zarandj
Zarandj est une ville afghane, capitale de la province de Nimrôz, située dans le sud-ouest du pays près de la frontière iranienne. Elle compte environ 160 000 habitants et son importance est significative pour le commerce avec l'Iran et le Pakistan voisins. Elle est la capitale des Saffarides entre 861 et 1003. La ville possède un aérodrome civil.

## Histoire
Le 6 août 2021, Zarandj devient la première capitale provinciale d'Afghanistan à tomber aux mains des talibans depuis le mois de mai précédent. 